# Неофит Ливадиотис
Неофит (на гръцки: Νεόφυτος, Неофитос) е гръцки духовник, петренски епископ на Вселенската патриаршия от 1830 година до 1854 година.

## Биография
Роден е в голямото влашко село в Олимп Ливади, затова носи прякора Ливадиотис (Λιβαδιώτης), тоест Ливадчанин. В 1794 година е ръкоположен за олимпийски петренски епископ. Умира около 1830 година.